# 1035 أماتا
1035 Amata هو كويكب، يقع ضمن حزام الكويكبات. اكتشف في 29 سبتمبر 1924.

## روابط خارجية
- 1035 أماتا في قاعدة بيانات مختبر الدفع النفاث لأجرام النظام الشمسي الصغيرة

- الاكتشاف · مخطط المدار ·  العناصر المدارية · المعلمات المادية

- 1035 أماتا على موقع ويكي سكاي: DSS2, SDSS, GALEX, IRAS, Hydrogen α, X-Ray, Astrophoto, Sky Map, Articles and images